# Slag bij Champaubert
De Slag bij Champaubert werd gevochten op 10 februari 1814 tijdens de Zesdaagse Veldtocht, en resulteerde in een Franse overwinning onder Napoleon Bonaparte tegen een leger van Russen en Pruisen onder generaal Sachar Dmitrijevitsj Olsoefjev. 

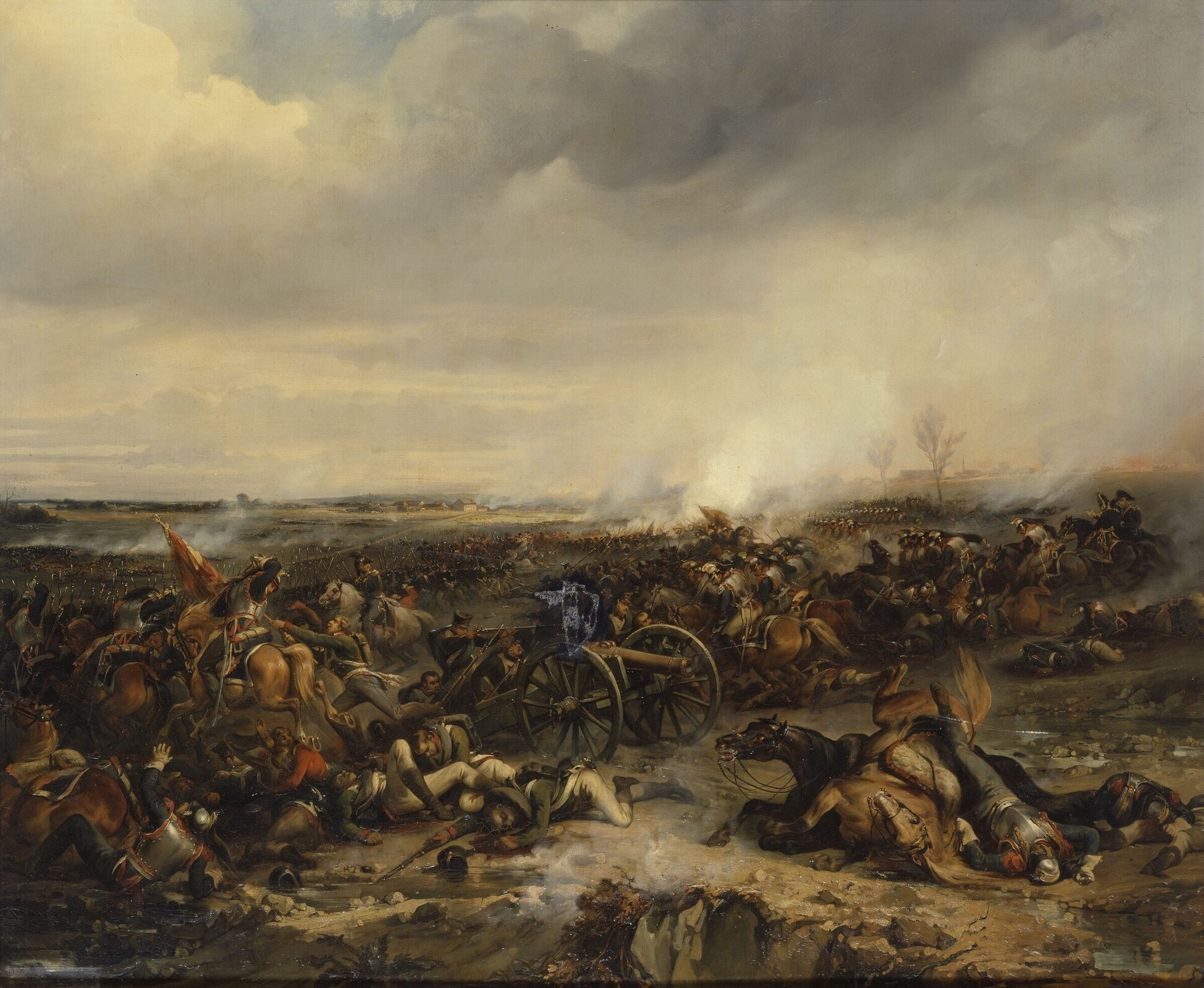
Slag bij Champaubert

Met een overmacht aan troepen van zes tegen één vernietigde Napoleon Olsoefjev, die gekozen had om te vechten, en niet terug te trekken, omdat hij dacht dat Blücher met versterkingen in aantocht was. Dit was, zoals later bleek, valse hoop. Na vijf uur van intensieve strijd waren de Russen omsingeld door de Franse cavalerie en 4000 werden er gedood, gewond of gevangengenomen. De Fransen verloren ongeveer 200 man.